# Inguiniel

Inguiniel este o comună în departamentul Morbihan, Franța. În 1 ianuarie 2022 avea o populație de 2.196 de locuitori.